# Souffrignac
Souffrignac es una comuna francesa situada en el departamento de Charente, en la región de Nueva Aquitania.

## Demografía
| 212 | 182 | 141 | 148 | 130 | 157 | 135 |
| Para los censos de 1962 a 1999 la población legal corresponde a la población sin duplicidades (Fuente: INSEE [Consultar]) |     |     |     |     |     |     |